# تانکردو نوس
تانکردو نوس (انگلیسی: Tancredo Neves؛ ۴ مارس ۱۹۱۰ – ۲۱ آوریل ۱۹۸۵) یک سیاستمدار اهل برزیل بود.